# Wigton
Wigton är en stad och en civil parish i Cumbria i England. Orten har 5 360 invånare (2001).